# Montrichardia
Montrichardia je rod rostlin z čeledi árónovité. Jsou to robustní byliny dorůstající výšky až 7 metrů, které vytvářejí porosty při březích pomalu tekoucích řek tropické Ameriky. Listy jsou rozměrné, srdčité až střelovité. Květenstvím je palice podepřená bělavým toulcem, plody jsou bobule. Rod zahrnuje 2 druhy a je rozšířen od Mexika po Brazílii a Peru. Škrobnaté oddenky a pražená semena jsou jedlé a rostliny mají význam v tradiční medicíně.

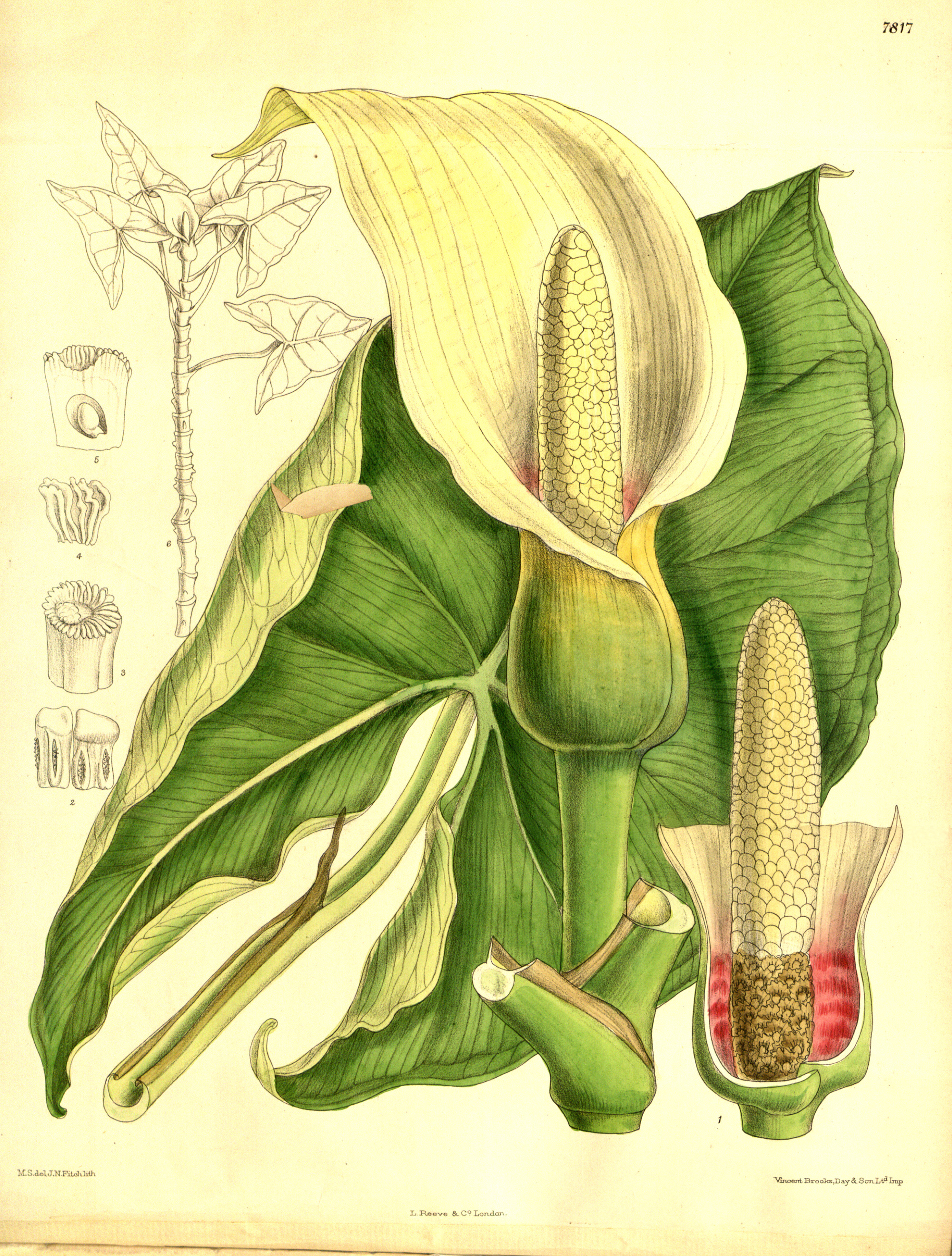
Ilustrace M. arborescens

## Popis
Zástupci rodu Montrichardia jsou přímé, vysoké byliny dorůstající výšky 3 až 7 metrů. Stonek je nevětvený, o průměru 1,5 až 12 cm, v centrální části houbovitý, na povrchu s kroužkovitými listovými jizvami, někdy ostnitý. Listy jsou velké, většinou nahloučené na vrcholu stonku, řapíkaté, s hrálovitou až střelovitou, případně i trojlaločnou čepelí se zpeřenou žilnatinou. Květenstvím je palice podepřená bílým nebo nažloutlým toulcem. Palice je přisedlá, válcovitá, v dolní části se samičími květy, v horní až po konec se samčími květy, bez sterilních květů. Květy jsou jednopohlavné, bezobalné. V samčích květech je 3 až 6 volných tyčinek, semeník v samičích květech obsahuje jedinou komůrku s 1 až 2 vajíčky. Blizna je drobná, na tlusté čnělce. Plodem jsou jednosemenné bobule v palicovitém plodenství. Semeno je velké, vejcovité až elipsoidní, bez endospermu.

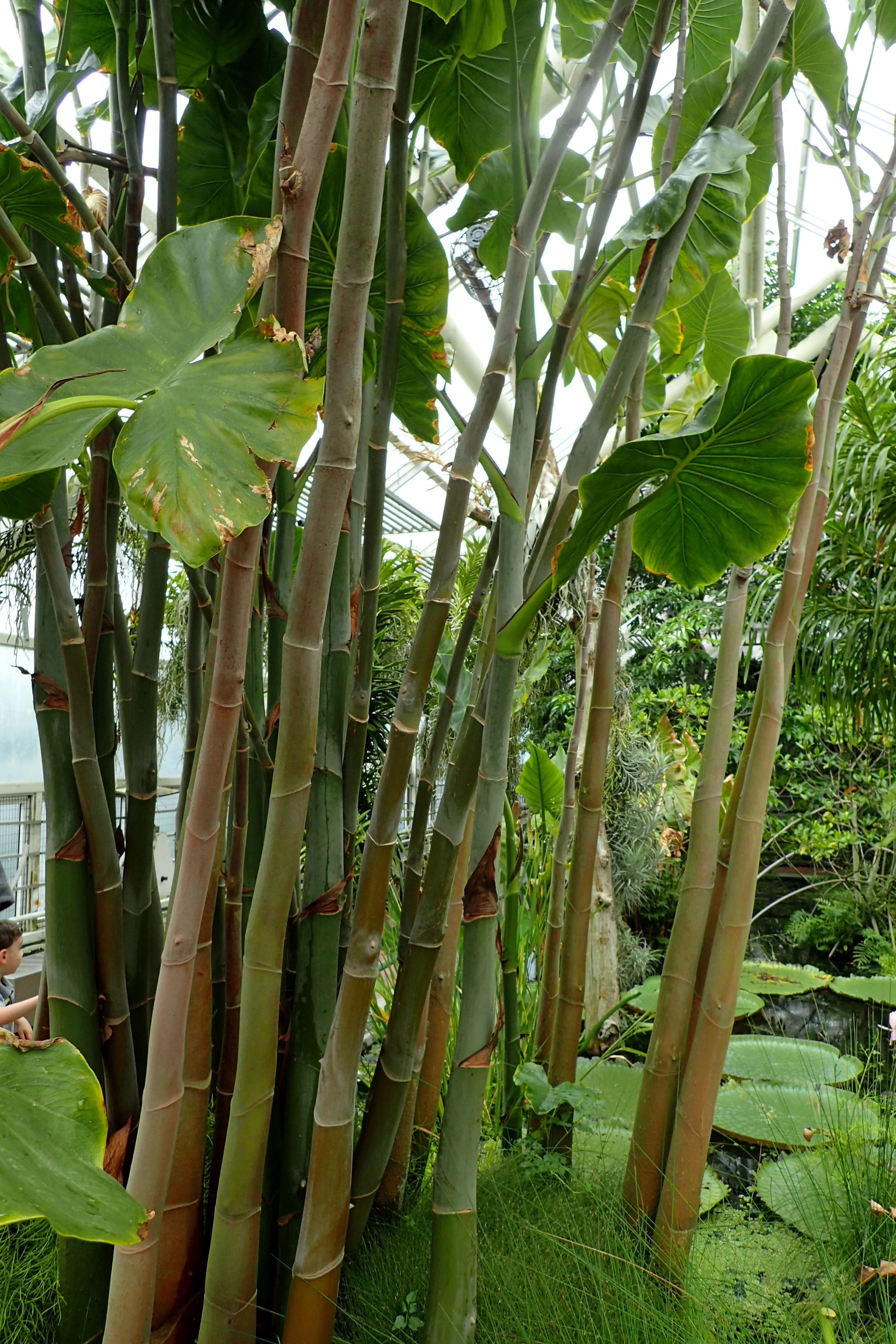
Montrichardia arborescens
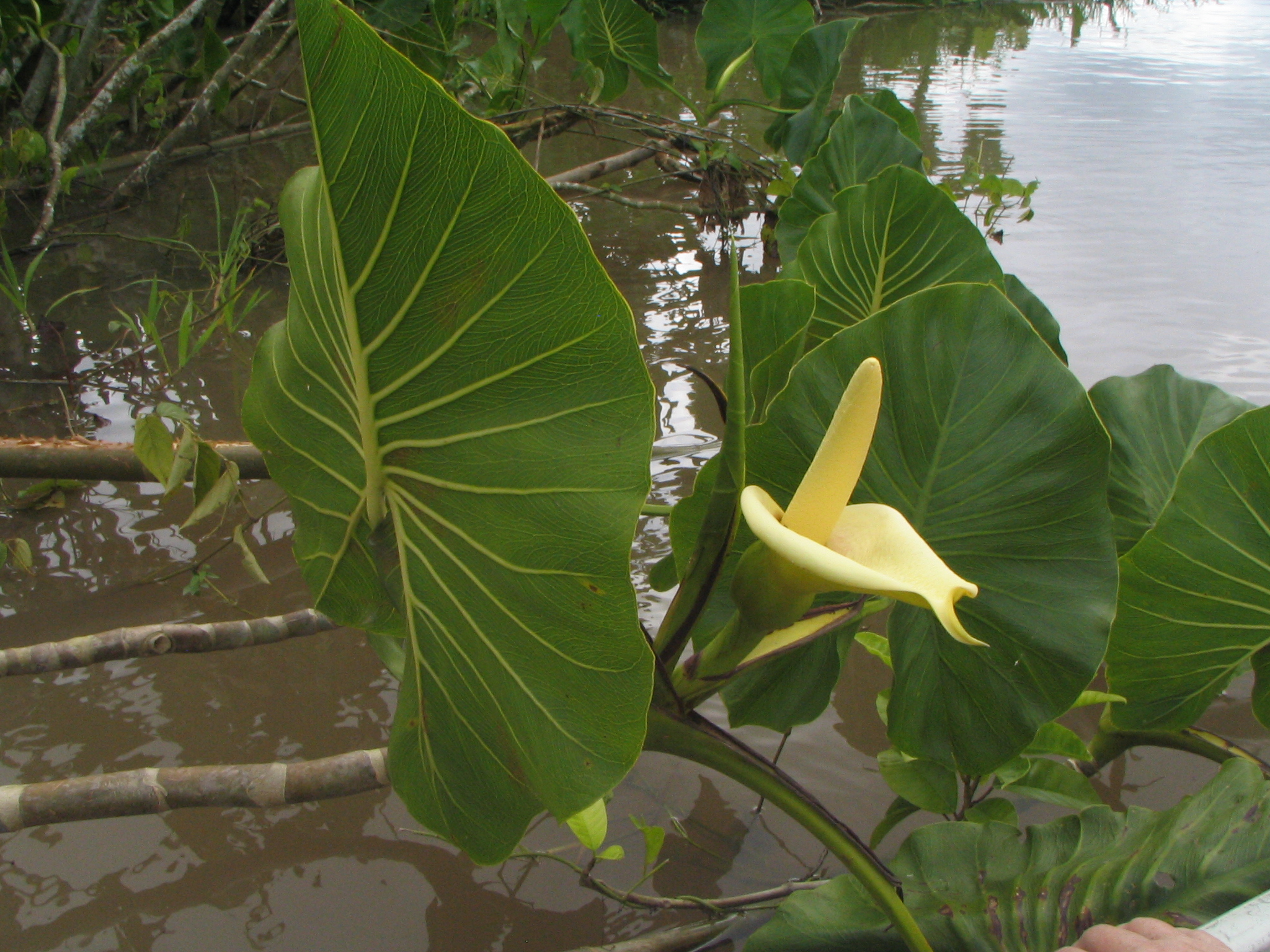
Kvetoucí M. linifera
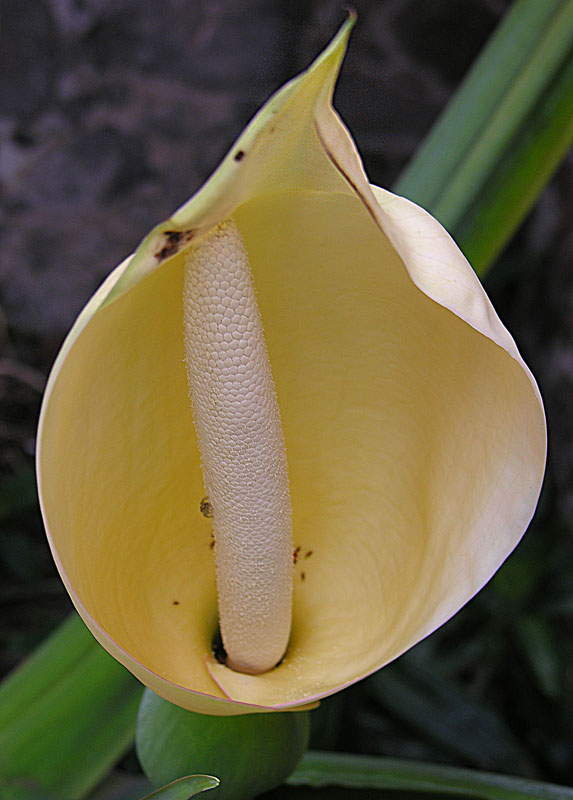
Květenství M. arborescens

## Rozšíření
Rod zahrnuje jen 2 druhy. Montrichardia arborescens je rozšířena v oblasti Střední Ameriky, Karibiku, severu Jižní Ameriky a Amazonie. Zasahuje i do jižního Mexika. Areál druhu Montrichardia linifera je omezen na amazonskou Jižní Ameriku a podél mořského pobřeží zasahuje i do jihovýchodní Brazílie.
Montrichardie jsou typické helofyty, rostoucí podél okrajů pomalu tekoucích vodních toků. Často vytvářejí husté a rozsáhlé porosty.

## Ekologické interakce
Květy mantrichardií jsou opylovány převážně brouky, někdy je však navštěvují i včely. Hlavními opylovači jsou nosorožíkovití brouci zejména z rodů Cyclocephala, Aspidolea a Erioscelis. Tito brouci se shromažďují v květní komoře a v květenství zpravidla pobývají 24 až 36 hodin, přičemž se živí tkáněmi květů, aniž by narušili semeníky. Pyl je lepkavý a přichycuje se na hladký povrch broučích těl. Ve starších květenstvích byli nalezeni i brouci z čeledi Tenebrioidae (potemníkovití). V květenstvích se podobně jako u některých jiných árónovitých aktivně vytváří teplo. Opylovače lákají i vůní, hlavními vonnými látkami jsou jasmon a 1,3,5-trimethoxybenzen.
Plody a mladými listy montrichardie se živí jihoamerický pták hoacin chocholatý (Opisthocomus hoazin).

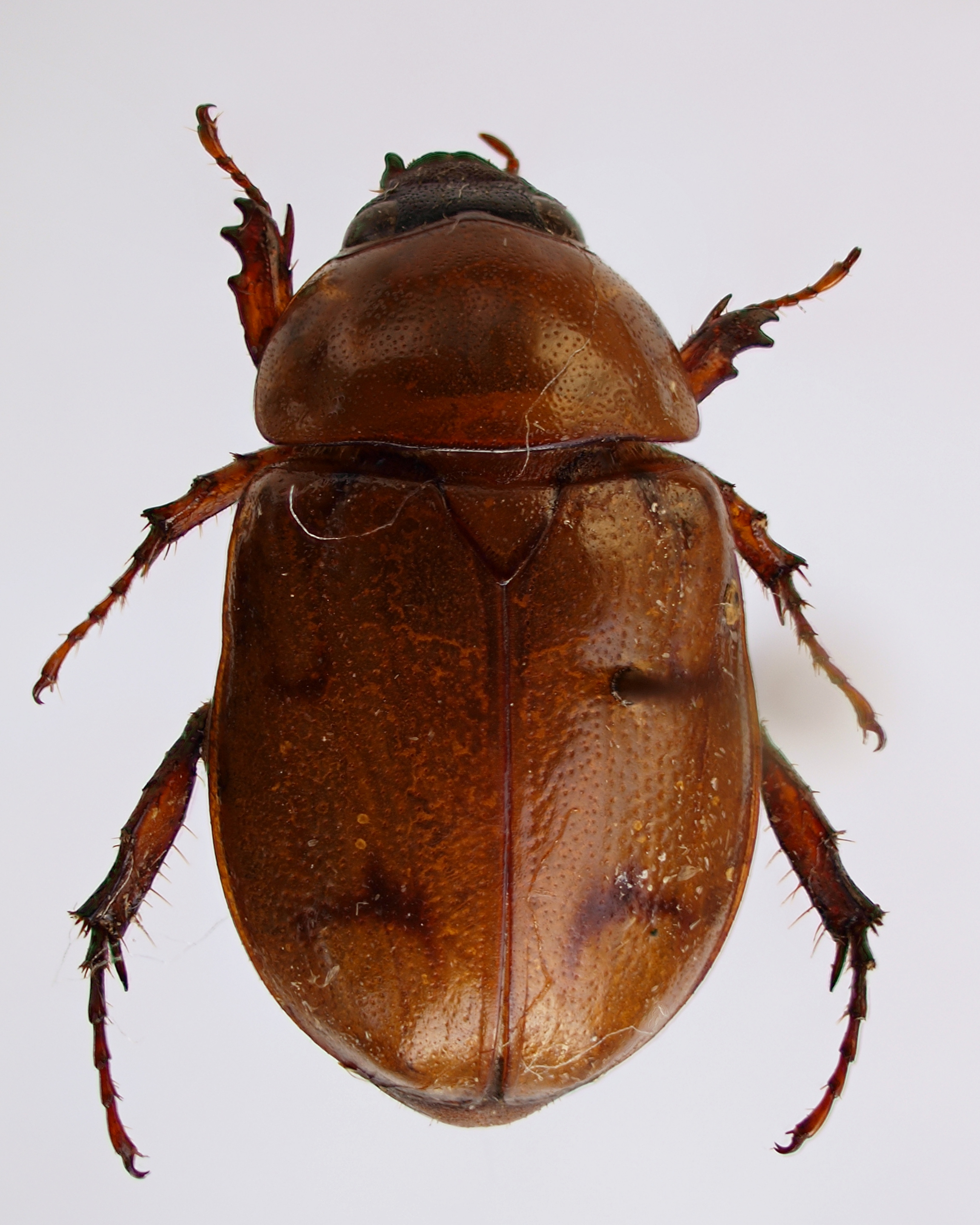
Nosorožíkovitý brouk rodu Cyclocephala

## Jedovatost
Šťáva rostlin je dráždivá a při kontaktu s kůží může způsobit dermatitidu.

## Taxonomie
Rod Montrichardia je v rámci čeledi Araceae řazen do podčeledi Aroideae a tribu Montrichardieae, přičemž je jediným rodem daného tribu. Nejblíže příbuzným rodem je podle výsledků molekulárních studií africký rod Anubias.
Oba druhy rodu Montrichardia jsou si vzhledově velmi podobné. V Amazonii mezi nimi navíc existují různé přechodné formy, jejichž identifikace je obtížná. Montrichardia linifera mívá oproti druhu Montrichardia arborescens tlustší stonky a širší listy se srdčitou, nikoliv střelovitou bází čepele.

## Význam
Oddenky montrichardií jsou škrobnaté a slouží domorodcům v tropické Americe jako potravina. Po upražení jsou jedlá i semena nebo i celá plodenství. Šťáva ze stonku slouží v tradiční medicíně k léčení hlubokých řezných ran, krvácení z nosu, vředů a zánětu spojivek. Napařené listy se přikládají na postižené místo při erysipelu. Šťáva z mladých výhonů má význam v šamanských praktikách. Rostlina se v Jižní Americe přidává do halucinogenního nápoje ajahuaska.